# 環保運動
環保運動或環境運動（英語：Environmental movement）這個名詞含有保育、綠色政治的意味，是一個跨科學的（diverse scientific）、社會性的、針對環境問題的政治運動。環保主義者常提倡改變公共政策以及個人習慣，以達到可持續的天然資源運用和環境管理。此運動以生態、健康和人權為中心，視人類為自然生態系統的參與者，而非敵人。
環境運動是一個國際性的運動，由不同的組織領頭，這些組織有大型的亦有草根的，分佈於不同的國家和地區。由於參與人數眾多，每個參與人士的理念上或有強弱差異和分歧，所以環境運動的目標有時並不一致。整體上運動的參與者可包括普通公民、專業人士、宗教人士、政治人物、科學家、非牟利機構和獨立人士。

## 歷史

### 初期意識

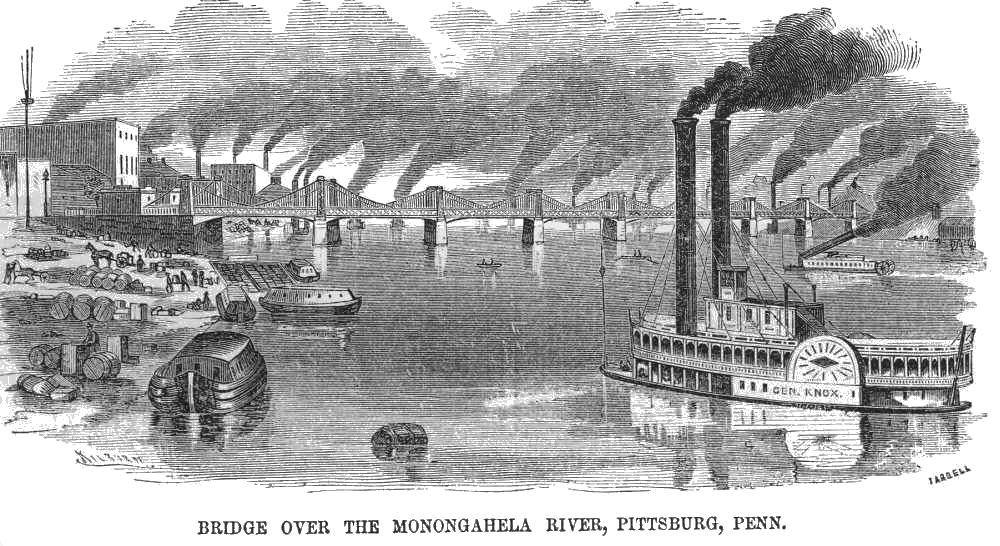
工業革命時期所製造的空氣污染問題，觸發19世紀中期通過第一條現代環保法案

19世紀初浪漫主義的其中一個特點是對生態環境的關注。英國詩人威廉·華茲華斯時常到訪湖區，並讚美它是「一個人人都有權利和興趣去用眼去觀摩、用心去欣賞的國家文物」。
環境運動始於回應工業革命時期所產生的，對大氣層造成日趨嚴重的氣體污染。隨著大型工廠的出現促使煤耗量急速上升，工業中心的空氣污染程度亦變得史無前例地嚴重。1900年以後，工業排放的大量化學物質加上其他未經處理的廢物，加重了大自然和人類可承受的負荷。在居於城市的中產階層日漸提高的政治壓力底下，第一部大型現代環境法案——英國的鹼業法——在1863年被落實，作為管制使用勒布朗製鹼法製造碳酸鈉時所產生的空氣污染（即氣體鹽酸）。

### 保育運動

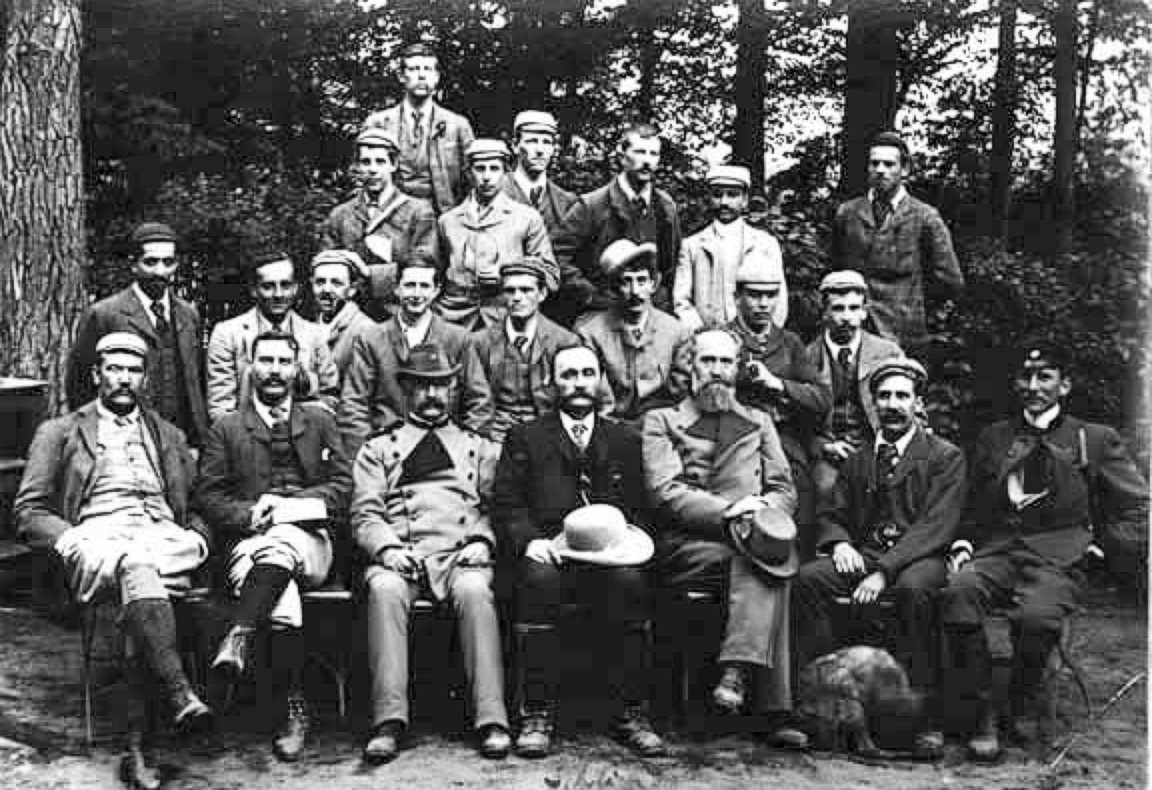
一班來自牛津林業學校的學生在參觀薩克森森林時的留影，攝於1892年。

現代的保育運動初始於實際應用科學化的保育原則於印度森林。逐漸形成的保育倫理有三大原則：（一）人類活動會損害自然環境，（二）所以人應盡公民責任去為下一代保護大自然，（三）並使用科學化和有經驗印證的方式去確保這責任的實行。詹姆斯·拉納爾·德馬丁爵士在宣傳這意念時有超卓的成就，他出版過多份臨床局部解剖學報告（medico-topographical reports），當中展示出不斷砍伐樹林和令土地旱化對自然所造成的傷害，並在英屬印度成立林業局以遊說公眾把樹森保育制度化。馬德拉斯的國家稅務局在1842年開展了當地的保育工作。工作以植物學家亞歷山大·吉布森為首，系統化地實施了科學原則為基礎的保育計劃，這是世上首宗州份規模的森林管理計劃。最後在1855年，印度總督達爾豪西侯爵開展世界上首個大型永久森林保育計劃，這計劃後來成為其他英屬殖民地，甚至是美國的仿傚對像。在1860年，當局禁止了毀林輪墾的耕作方式。休·克萊格霍恩博士於1861年的著作《南印度的的森林和花園》（The forests and gardens of South India）成為這議題上的指標性手冊，並在該片次大陸上被樹林護理員廣泛地使用。
1856年迪特里希·布蘭迪斯爵士成為了英國在東緬甸勃固分區柚木林的主管。在位期間，緬甸的柚木林是由好戰的克倫族部落所控制，布蘭迪斯爵士為此建立了「輪翻墾殖法」（taungya），此林耕法令克倫族村民肯付出勞力去清理和種植柚木。他又制定了新的樹林法例，並成立樹木研究和訓練學院，德拉敦的皇家林業學校就是由他所創立的。

### 環保團體的形成
世界第一個自然生態保育團體是建立於後19世紀的。動物學家阿弗烈·牛頓於1872年至1903年間出版了一系列的研究，名為《為保護土生動物而設立「禁獵期」的可取性》（Desirability of establishing a 'Close-time' for the preservation of indigenous animals）。他致力保護野生動物在交配季節期間免受傷害，大力支持為此立法，更於1889年成立「羽毛聯盟」（即後來的「皇家鳥類保護協會」）。協會反對使用鳳頭鷿鷈和三趾鷗的皮毛作皮草，成為反對運動的倡導團體。協會得到了市郊中產人士的支持，並間接影響1869年通過的《海鳥保護法案》，此法案成為世界第一條自然保護法。
不過，在1850年至1950年的一百年之間，主要的環境議題還是減輕空氣污染。在1875年通過的公共衞生法，要求所有熔爐和壁爐自行處置其排出的廢氣，但威廉·布雷克·瑞奇曼爵士仍受煤塵所影響，促使他成立世界最早的非政府環保組織，1898年成立的燃煤煙氣治理協會。

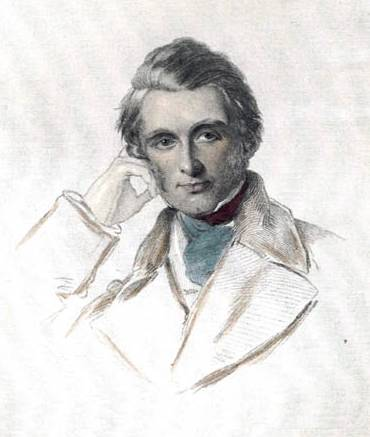
約翰·拉斯金是一位具影響力的思想家，是他把浪漫的環境保護及保育主義具體化。

人類為自然環境付出的努力，無論是系統化的或普通的，是於19世紀後期開始。1870年代英國的「整理市容運動」（amenity movement）純粹是回應工業化、城市發展、日益變差的空氣和水污染。從1865年成立的公有地保護組織開始，英國的環保運動一直捍衛並保存鄉郊土地，保護土地免受工業化無止景發展所帶來的侵害。一名律師羅伯特·亨特，聯同哈德威克·拉恩斯雷、奧克塔維亞·希爾和約翰·拉斯金牽頭發起了一場環保運動，成功阻止了興建一條途徑未受污染的紐蘭茲谷和恩納代爾湖，運載石板離開礦場的鐵路。運動的成功導致湖區保護協會（Lake District Defence Society，即後來的「湖區之友」（The Friends of the Lake District））的成立。
1893年希爾、亨特和拉恩斯雷同意成立一個全國性組織去協調英國上下的環境保育工作；翌年，組織以國家名勝古蹟信託之名正式成立。組織透過1907年8月通過的《國家信託法案》成為法定組織並獲得資金支持。
比浪漫的現代環保主義理念更早出現的，是早期的「回歸自然」（Back-to-Nature）運動。該運動是由一眾反對消費主義、污染及其他對自然世界有害活動的知識份子，包括约翰·拉斯金、威廉·莫里斯、萧伯纳及愛德華·卡彭特等發起。運動是要回應差劣的工業城市環境，包括惡劣的衛生情況、難以忍受的污染和異常侷促的居住空間。理想主意者推崇郊外生活猶如神秘的烏托邦般並主張回歸田園，但约翰·拉斯金卻認為當地人應回到「小片的英倫土地，美麗的、安寧的和肥沃的，我們不要有蒸汽引擎在其之上…我們會有豐足的花卉和蔬果…我們會有音樂和詩歌；孩子們會學習跟著跳舞歌唱。」

## 議題

### 運動範疇 Scope of the movement

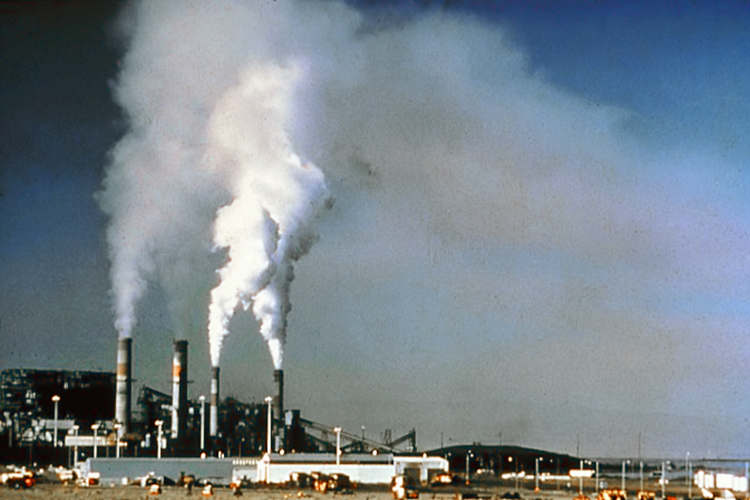
美國新墨西哥州聖胡安市的四角發電站，位於新墨西哥州西北角的發電廠。照片拍攝於尚未安裝脫硫與除塵排放控制設備之前。

- 環境科學
  - 生態學

### 當今的環境保護主義

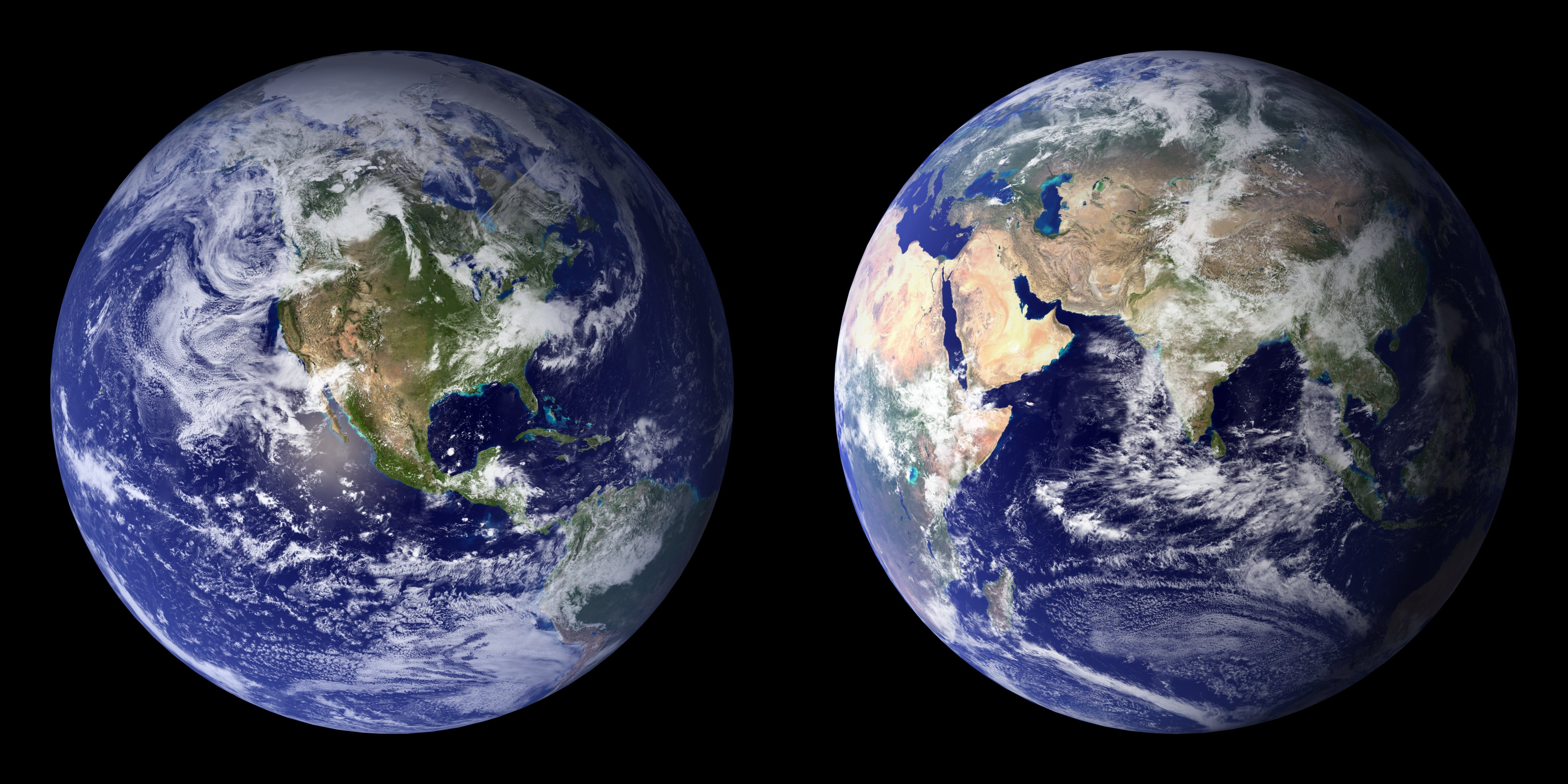
美國太空總署合成的地球圖片，分別為2001年（左）與2002年（右）的版本。

今天，環境保護除了追求環境美觀外，科學範疇如生態學與環境科學為組織起環保人士提供了一個很好的基礎。當科學領域收集到越來越多關於自然環境的資訊，科學議題如生物多樣性等慢慢成為環保人士關注的議題。保育生物學成為一個迅速發展中的科學領域。
近年，全球暖化漸漸成為環保運動的重心議題之一。從颶風卡特里娜至阿爾·戈爾的紀錄片絕望真相，令氣候變化一步一步走進主流媒體，導致越來越多環保組織重新調整他們努力的範疇。

## 各国家和地区發展

### 香港
- 長春社

### 腳註
1. ↑  華茲華斯, 威廉.  [英格蘭北部湖區旅遊指南——含景色介紹等——給遊客及居民使用] 5th. Kendal, England: Hudson and Nicholson. 1835: 88  [2014-05-06]. （原始内容存档于2020-01-26）.
2. ↑  Fleming, James R.; Bethany R. Knorr.  [潔淨空氣法案歷史]. American Meteorological Society.   [2014-05-06]. （原始内容存档于2011-06-10）.
3. ↑  . 首都之窗-北京市政务门户网站.   [2014-03-22]. （原始内容存档于2014-01-24）.
4. ↑  Stebbing, E.P.  [印度森林] 1. 1922: 72–81  [2014-05-06]. （原始内容存档于2014-10-26）.
5. ↑  Greg Barton.  [帝國林業與環保主義之源]. Cambridge University Press. 2002: 48. ISBN 9781139434607.
6. ↑  MUTHIAH, S.  [林業一生]. Metro Plus Chennai (Chennai, India: The Hindu). 2007-11-05  [2009-03-09]. （原始内容存档于2013-10-16）.
7. ↑  Cleghorn, Hugh Francis Clarke.  [南印度的森林和庭園] Original from the University of Michigan, Digitized 2006-02-10. London: W. H. Allen. 1861  [2014-03-08]. OCLC 301345427. （原始内容存档于2020-03-15）.
8. ↑  Oliver, J.W.  [印度林業].  [印度林務員] v.27 Original from Harvard University, Digitized 2008-04-04. Allahabad: R. P. Sharma, Business Manager, Indian Forester. 1901: 617–623.
9. ↑  King, KFS.  [農業育林（輪翻墾殖系統）]. Bulletin no. 1. University of Ibadan / Dept. of Forestry. 1968  [2014-05-08]. （原始内容存档于2015-01-18）.

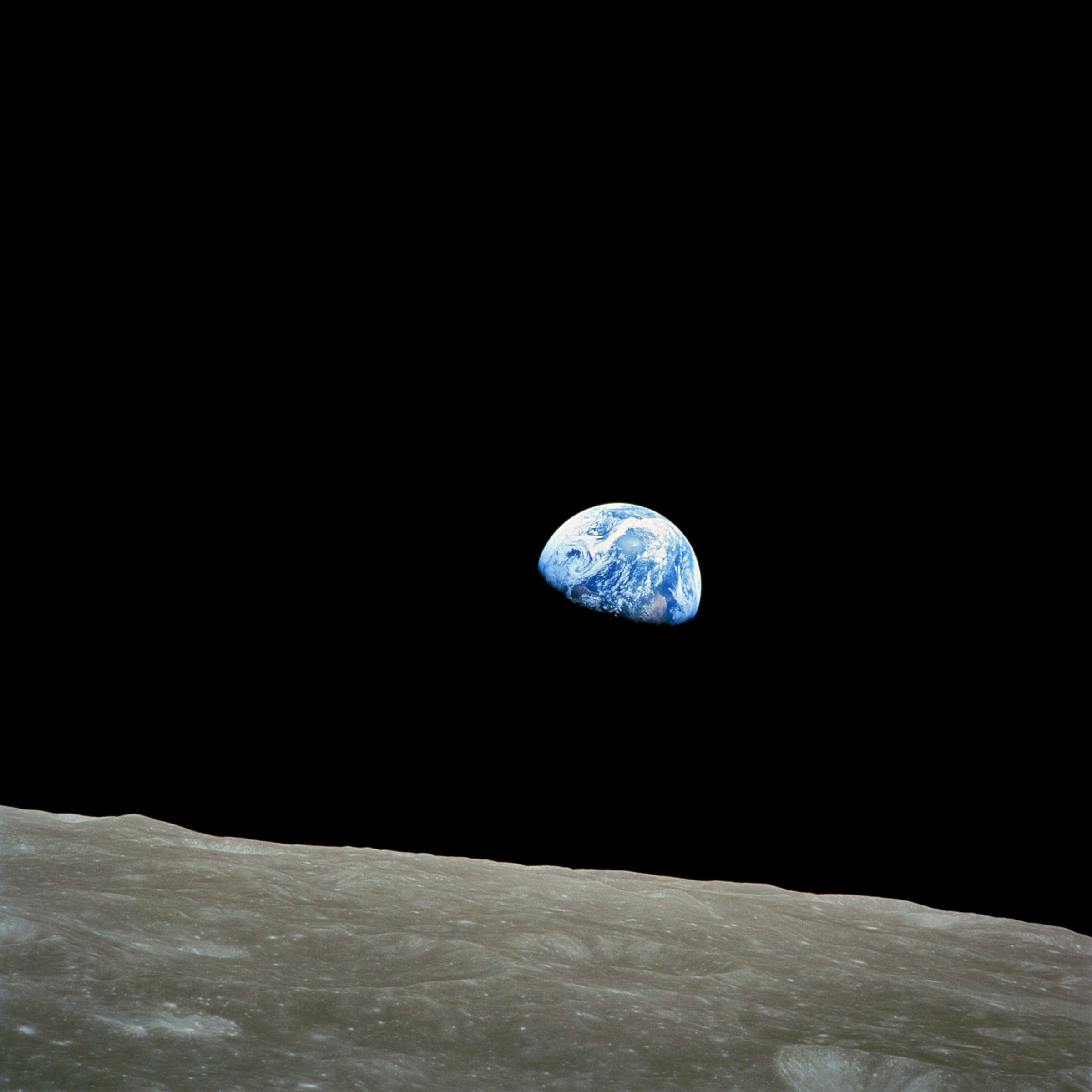
從阿波羅8號拍攝的「地出」，攝於1968年12月24日

10. ↑  Weil, Benjamin.  [印度林業局的保育、開發和文化轉變，1875至1927年]. Environmental History. 2006,. 11, No. 2  [2014-05-08]. （原始内容存档于2019-06-30）.
11. ↑  Madhav Gadgil and Ramachandra Guha, This Fissured Land: An Ecological History of India (1993)
12. ↑  Gadgil, Madhav; Guha, Ramachandra.  [這片裂開之地：印度生態史]. 1993  [2014-05-08]. （原始内容存档于2015-01-18）.
13. 1 2  . RSPB.   [2007-02-19]. （原始内容存档于2010-05-23）.
14. ↑  . RSPB.   [2007-02-19]. （原始内容存档于2007-01-26）.
15. ↑  G. Baeyens, M. L. Martinez. . Springer. 2007: 282.
16. ↑  Makel, Jo. . BBC News. 2011-02-02  [2014-03-08]. （原始内容存档于2019-05-02）.
17. ↑  "Canon Hardwicke Drummond Rawnsley" 的存檔，存档日期2014-08-06., Visitcumbria.com, accessed 2009-05-17
18. ↑  王鴻濬. . 環境信託專欄. 台灣環境資訊協會. 2005-08-05  [2014-04-06]. （原始内容存档于2014-04-07）.
19. ↑  吴琪. . 山野笔记. 我爱山野.   [2014-04-06]. （原始内容存档于2014-04-07）.
20. ↑  "A Proposed National Trust", The Times, 1894-07-17, p. 12
21. ↑  "An Act to incorporate and confer powers upon the National Trust for Places of Historic Interest or Natural Beauty" 的存檔，存档日期2012-06-02., The National Trust, accessed 2012-06-04
22. ↑  "Parliamentary Committees", The Times, 1907-07-26. p. 4
23. ↑  Gould, Peter C. (1988). Early Green Politics, Brighton, Harvester Press, pgs. 15-19, and Wall, Derek（英语：德里克·沃爾）, (1994) Green History: A Reader. London, Routledge, pgs. 9-14.
24. ↑  Jan Marsh.  [回歸田園：田野對英格蘭的衝擊，1880至1914年]. Quartet Books. 1982  [2014-03-08]. ISBN 9780704322769. （原始内容存档于2016-04-29）. ... small piece of English ground, beautiful, peaceful, and fruitful. We will have no steam engines upon it ... we will have plenty of flowers and vegetables ... we will have some music and poetry; the children will learn to dance to it and sing it.

### 文獻
- Guha, Ramachandra. 1999. Environmentalism: A Global History, London, Longman.
- Hawken, Paul. 2007. Blessed Unrest, Penguin.
- Kamieniecki, Sheldon, ed. 1993. Environmental Politics in the International Arena: Movements, Parties, Organizations, and Policy, Albany: State University of New York Press, ISBN 0-7914-1664-X
- McCormick, John(political scientist). 1995. The Global Environmental Movement, London: John Wiley.
- Shabecoff, Philip. 2003. A Fierce Green Fire: The American Environmental Movement, Island Press; Revised Edition, ISBN 1-55963-437-5
- de Steiguer, J.E. 2006.  The Origins of Modern Environmental Thought.  The University of Arizona Press.  Tucson.
- Wapner, Paul. 1996. Environmental Activism and World Civil Politics, Albany: State University of New York, ISBN 0-7914-2790-0